# Klotylda Vuršrová
Klotylda Vuršrová rozená Kunstová (též německy Wurscherová, 7. června 1864 Těnovice – 21. května 1932 Pardubice) byla česká spolková činovnice, šachistka, sufražetka a feministka působící především v Plzni, mecenáška kultury, spoluzakladatelka, jednatelka a posléze starostka místního ženského spolku Jednota paní a dívek českých v Plzni. Patřila k předním osobnostem českého ženského emancipačního hnutí v západních Čechách.

## Život

### Mládí
Narodila se v Těnovicích nedaleko Spáleného Poříčí (pozdější část města) jihovýchodě od Plzně Janu Kunstovi a Josefě roz. Linhardové. V Plzni se provdala za úředníka městské spořitelny Františka Vuršra, spolu se zde usadili. Zapojovala se do městského společenského života, spolu se svou celoživotní přítelkyní a spolupracovnicí Luisou Taschnerovou navštěvovali Český šachový klub a zabývali se myšlenkou založení ryze českého dámského klubu v Plzni. Roku 1866 sice došlo k pokusu o založení dámského spolku Včela, jehož zakládající členkou byla např. Emílie Gerlachová, pěvkyně a dcera hudebníka Josefa Gerlacha, spolek ale nebyl úředně povolen. Český klub dam plzeňských založený roku 1870 pak fungoval krátce, a mluvilo se zde česky i německy. Ženská myšlenka byla ve městě pozvednuta též působením Elišky Krásnohorské okolo roku 1870.

### Spolková činnost
Dne 15. května 1886 se stala spolu s Taschnerovou a Mářou Schmrhovou spoluzakladatelkou a první jednatelkou ženského spolku Jednota paní a dívek českých v Plzni, v myšlence navazujícího např. na činnost Spolku svaté Ludmily působícího v Praze pod vedením Marie Riegrové-Palacké, či Amerického klubu dam, angažujících se mimo jiné v podpoře vzdělávání žen. Jednalo se o první ženský spolek ve městě. Jeho předsedkyní byla zvolena Taschnerová, ta se ale místa vzdala ve prospěch Růženy Petákové, manželky advokáta a pozdějšího plzeňského purkmistra Václava Petáka. Posléze se Vuršrová stala také starostkou spolku.
Spolek se stal jedním z prvních ženských mimopražských klubů v zemích koruny České, zasadil se mj. o zřízení dívčích škol ve městě či založení ženské odnože plzeňského Sokola. To bylo předmětem bouřlivých debat a kritiky. O vznik se nakonec výrazně zasloužili starosta plzeňského Sokola nakladatel a knihkupec Jan Robert Port a jeho bratr Vratislav, který byl jedním z cvičitelů oddílu, kterého jako cvičitelka předcházela Luisa Taschnerová.
Roku 1896 se svým manželem otevřeli penzionát Krásnohorská v České Kubici, pojmenovaný po Elišce Krásnohorské.
Na vůdčí funkce ve spolku rezignovala Vuršrová roku 1900, ve stejném roce jí bylo uděleno čestné členství Jednoty paní a dívek českých v Plzni.

### Úmrtí
Klotylda Vuršrová zemřela 21. května 1932 v Pardubicích ve věku 68 let.